# Cara Black
Cara Black, född 17 februari 1979 i Harare, är en zimbabwisk högerhänt professionell tennisspelare, särskilt framgångsrik som dubbelspelare.

## Tenniskarriären
Cara Black blev professionell spelare på WTA-touren i januari 1998. Hon har till juli 2008 vunnit sju internationella singeltitlar varav en på WTA-touren och sex i ITF-arrangerade turneringar. I singel rankades hon som bäst som nummer 31 (mars 1999). I dubbel har hon varit mer framgångsrik och vunnit 42 WTA-titlar och 10 ITF-titlar. Bland dubbelmeriterna finns sex Grand Slam-titlar, av vilka två i mixed dubbel. I dubbel rankades hon som bäst som världsetta (oktober 2005), en position hon innehar också i augusti 2007. Hon har hittills spelat in 4 717 210 US dollar i prispengar. 
Som singelspelare vann Cara Black 1995-1999 sina första sex titlar i ITF-turneringar. Sin hittills enda singeltitel på WTA-touren vann hon 2002 i Tier IV-turneringen på Hawaii genom finalseger över amerikanskan Lisa Raymond (7-6 6-4).
Cara Black har under de senare åren framgångsrikt koncentrerat sig på dubbel och spelat tillsammans med flera av de främsta dubbelspelarna. Sin första WTA-titel i dubbel vann hon 2000 (Aukland tillsammans med fransyskan Alexandra Fusai). Black har tillsammans med sydafrikanskan Liezel Huber vunnit åtta titlar (varav tre GS-titlar; Wimbledonmästerskapen 2005 och 2007 samt Australiska öppna 2007). Tillsammans med Jelena Likhovtseva har hon vunnit sju titlar. Flest titlar (11) har hon vunnit med australiskan Rennae Stubbs (varav en GS-titel; Wimbledonmästerskapen 2004). Bland övriga dubbelpartners finns Lisa Raymond och Virginia Ruano Pascual.
Hon vann också mixed dubbeltitlarna i Franska öppna 2002 och i Wimbledonmästerskapen 2004, båda gångerna tillsammans med sin bror Wayne Black.
I 2008 års US Open tog Black hem mixed dubbel-titeln i par med Leander Paes och dubbeltiteln i par med Liezel Huber.

## Spelaren och personen
Cara Black växte upp i en idrottsintresserad familj i Harare. Fadern, numera avliden, var tennistränare och familjen förfogade över fyra egna grästennisplaner. Cara har två bröder som också är professionella tennisspelare (Wayne Black och Byron Black). Alla tre syskonen tränades av fadern. 
Cara Black utvecklades tidigt och vann internationella framgångar som junior, med seger i Wimbledonmästerskapensom främsta merit. Hennes favoritunderlag är gräs. Hon spelar med tvåhandsfattad backhand, är 167 cm lång och väger 55 kg.
Hon bor i Harare och tycker bland annat om att vistas i hemtraktens skogar (bush).

## Grand Slam-titlar
- Australiska öppna
  - Dubbel - 2007 (med Liezel Huber)
- Franska öppna
  - Mixed dubbel - 2002 (med Wayne Black)
- Wimbledonmästerskapen
  - Dubbel - 2004 (med Rennae Stubbs), 2005 (med Liezel Huber), 2007 (med Liezel Huber)
  - Mixed dubbel - 2004 (med Wayne Black)
- US Open
  - Dubbel - 2008 (med Liezel Huber)
  - Mixed dubbel - 2008 (med Leander Paes)

## Övriga dubbeltitlar påWTA-touren
- 2008 - Antwerpen, Dubai, Berlin, Birmingham, Eastbourne, Stanford (alla med Liezel Huber)
- 2007 - Paris, Antwerpen, Dubai, San Diego, Moskva, Linz, WTA Tour Championships (alla med Liezel Huber)
- 2006 - San Diego, Zürich (båda med Rennae Stubbs)
- 2005 - Rom (med Liezel Huber), Antwerpen (med Els Callens), Stanford, Zürich, Philadelphia (alla med Rennae Stubbs)
- 2004 - Sydney, Tokyo, San Diego, Filderstadt, Zurich (alla med Rennae Stubbs), Antwerpen (med Els Callens)
- 2003 - Hobart (med Jelena Likhovtseva), Stanford (med Lisa Raymond)
- 2002 - Porto (med Irina Selyutina), Bali (med Virginia Ruano Pascual)
- 2001 - Hobart, Hamburg, Rom, Birmingham, San Diego, New Haven (alla med Jelena Likhovtseva), Tokyo [Princess Cup] (med Liezel Huber)
- 2000 - Auckland (med Alexandra Fusai).